# Jiang Xin
Jiang Xin (chinesisch 蔣欣, * 18. Januar 1969) ist ein ehemaliger chinesischer Badmintonspieler, der später für Australien startete.

## Karriere
Jiang Xin wurde 1996 bei seiner einzigen Olympiateilnahme Fünfter im Herrendoppel mit Huang Zhanzhong. Gemeinsam gewannen beide 1995 Silber bei der Badminton-Asienmeisterschaft und siegten bei den Thailand Open und den China Open. Bei den Asienspielen 1994 holten sie sich Bronze. Die Indonesia Open 1994 gewann er im Mixed mit Zhang Jin. Mit dem Sieg beim Sudirman Cup 1995 wurde er Mannschaftsweltmeister.

## Sportliche Erfolge
| Saison | Veranstaltung      | Disziplin    | Platz | Name                        |
| ------ | ------------------ | ------------ | ----- | --------------------------- |
| 1993   | Ostasienspiele     | Herrendoppel | 1     | Jiang Xin / Yu Qi           |
| 1993   | Weltmeisterschaft  | Herrendoppel | 17    | Jiang Xin / Yu Qi           |
| 1994   | Indonesia Open     | Mixed        | 1     | Jiang Xin / Zhang Jin       |
| 1994   | Asienspiele        | Herrendoppel | 3     | Jiang Xin / Huang Zhanzhong |
| 1995   | Thailand Open      | Herrendoppel | 1     | Huang Zhanzhong / Jiang Xin |
| 1995   | China Open         | Herrendoppel | 1     | Huang Zhanzhong / Jiang Xin |
| 1995   | Sudirman Cup       | Team         | 1     | China                       |
| 1995   | Asienmeisterschaft | Herrendoppel | 2     | Huang Zhanzhong / Jiang Xin |
| 1995   | Asienmeisterschaft | Mixed        | 2     | Jiang Xin / Zhang Jin       |
| 1996   | Olympia            | Herrendoppel | 5     | Huang Zhanzhong / Jiang Xin |
| 2003   | Australia Open     | Herrendoppel | 5     | Jiang Xin / Yu Qi           |